# Remonstrants Seminarium
Het Remonstrants Seminarium is een onderwijsinstelling in Amsterdam. Het instituut verzorgt sinds 1634 de predikantenopleiding van de Remonstranten. Sinds 2013 is deze opleiding verbonden aan de Vrije Universiteit Amsterdam.

## Geschiedenis
Nadat in 1619 de Remonstrantse Broederschap was opgericht en na enige tijd remonstrantse predikanten konden terugkeren uit hun ballingschap, richtte Simon Episcopius in 1634 het Seminarium der Remonstranten op. Episcopius en zijn opvolgers verzorgden een aanvulling op de predikantenopleiding van het Amsterdamse Atheneum Illustre. Verschillende toonaangevende hoogleraren als Philipp van Limborch, die in nauw contact stond met de Britse verlichtingsfilosoof John Locke, en de bijbelwetenschappers Johann Jakob Wettstein en Jean le Clerc werden aangesteld.
In 1834 vierde het seminarium zijn 200ste verjaardag. In 1873 werd de opleiding verplaatst naar Leiden, waar als hoogleraar Cornelis Petrus Tiele werd benoemd. Hij zou de eerste hoogleraar vergelijkende godsdienstwetenschappen in Nederland worden. Onder zijn leiding koos de Remonstrantse Broederschap voor de koers van vrijzinnigheid. Onder zijn opvolgers was de bekende rechtsmoderne theoloog Gerrit Jan Heering die het seminarium leidde van 1917-1949. In 2012 is het seminarium verhuisd naar de Vrije Universiteit in Amsterdam.